# Kinan Jaeger
Kinan Jaeger (* 1966 in Damaskus, Syrien) ist ein deutscher Politologe, Geograph und Publizist.
Nach seinem Abitur 1985 studierte Jaeger 1986 bis 1991 Geographie sowie Politik- und Islamwissenschaft an den Universitäten in Bonn, Brisbane, Toronto und Kapstadt. Anschließend erfolgte 1992 bis 1994 im Rahmen eines Graduiertenstipendiums der Friedrich-Naumann-Stiftung bei den Politologen Manfred Funke und Hans-Adolf Jacobsen seine Promotion.
Seit 1996 unterrichtet Jaeger im Rahmen eines Lehrauftrags am universitären Bonner Institut für Politische Wissenschaft und Soziologie zu Fragen des Nahostkonflikts und der internationalen Sicherheitspolitik. Zwischen 1999 und 2000 fungierte er zudem als Dozent am Berliner Otto-Suhr-Institut. Regelmäßig tritt er des Weiteren im Rundfunk und Fernsehen als Experte auf und verfasst unter anderem Analysen für den von Rolf Clement herausgegebenen Mittler-Brief und die Zeitschrift Europäische Sicherheit und Technik sowie das von der Bundeszentrale für politische Bildung verlegte Heft Aus Politik und Zeitgeschichte.
Zu den fachlichen Forschungsschwerpunkten Jaegers zählen vor allem Themen rund um die Politik und Kultur Syriens, des Libanon, des Iran, Israels und Palästinas. Weiterhin beschäftigt er sich mit der Entwicklung des Islam in Deutschland, sowie Aspekten des Parlamentarismus, der Demokratieforschung und der deutschen Außenpolitik.

## Veröffentlichungen (Auswahl)
- Der Nahost-Konflikt. Dokumente, Kommentare und Meinungen, mit Rolf Tophoven, Bonn 2011, ISBN 978-3-8389-0144-2
- Frieden und Sicherheit in Nahost. Chancen und Möglichkeiten Deutschlands, hrsg. von Karl-Dietrich Bracher, Bonn 2009, ISBN 978-3-88680-024-7
- Was nun Palästina?, mit Rainer Zimmer-Winkel, mit einem Vorwort von Udo Steinbach, Trier 2002, ISBN 978-3-932528-96-5
- Quadratur des Dreiecks. Die deutsch-israelischen Beziehungen und die Palästinenser, mit einem Vorwort von Hans-Jürgen Wischnewski, Schwalbach 1997, ISBN 978-3-87920-415-1
- Die Bedeutung des Palästinenser-Problems für die deutsch-israelischen Beziehungen, Bonn 1994, ohne ISBN
- Die Libanesen in Sydney. Räumliche Strukturen und Mobilität, Bonn 1991, ohne ISBN